# Аскаров, Алексей Алексеевич
Алексей Алексеевич Аскаров (2 июня 1901 — 12 октября 1971) — участник Великой Отечественной войны, сапёр 1031-го стрелкового полка 280-й стрелковой дивизии 60-й армии Центрального фронта. Герой Советского Союза (1943).

## Биография
Родился в 1901 году в столице Грузии городе Тифлис (с 1936 года — Тбилиси) в семье рабочего. Черкес. Образование начальное.
В 1918 г. ушел добровольцем в Красную армию, воевал в Средней Азии, участвовал в подавлении мятежа Чехословацкого корпуса, в боях против Колчака, в освобождении Минска и Барановичей от белополяков. В 1929 г. А. А. Аскаров был выдвинут на работу в сельское хозяйство в числе 25-тысячников. В годы советско-финской войны служил машинистом на пароходе в Мурманском порту.
В Красной Армии с июня 1943 года. В действующей армии с августа 1943 года. В 1943 г. был зачислен в саперную часть 1-го Украинского фронта. Отличился при форсировании Днепра и переправе полка через р. Тетерев в сент. 1943 г. у Чернобыля.
Сапёр 1031-го стрелкового полка (280-я стрелковая дивизия, 60-я армия, Центральный фронт) красноармеец Алексей Аскаров особо отличился при форсировании реки Днепр 25 сентября 1943 года в районе села Окуниново Козелецкого района Черниговской области Украины.
Умелый воин-сапёр ремонтировал рыбачьи лодки, сколачивая плоты и под ураганным огнём противника успешно переправил несколькими рейсами группы бойцов и боеприпасы на противоположный берег Днепра для захвата и удержания плацдарма.
30 сентября 1943 года красноармеец Аскаров А. А. принимал активное участие в переправе подразделений 1031-го стрелкового полка через реку Тетерев в Чернобыльском районе Киевской области Украины.
Указом Президиума Верховного Совета СССР от 17 октября 1943 года за образцовое выполнение боевых заданий командования на фронте борьбы с немецко-фашистским захватчиками и проявленные при этом мужество и героизм красноармейцу Аскарову Алексею Алексеевичу присвоено звание Героя Советского Союза с вручением ордена Ленина и медали «Золотая Звезда» (№ 1178).
После войны старшина Аскаров А. А. демобилизован. Жил в городе Тамбове. Работал в тамбовском железнодорожном депо. Скончался 12 октября 1971 года.